# Jean-Louis Loubère
Jean-Louis Loubère, né le 18 août 1820 à Riguepeu dans le Gers et mort le 28 décembre 1893 dans le 8e arrondissement de Paris, est un officier et administrateur colonial français, gouverneur de la Guyane française de 1870 à 1877. Il est surtout connu pour les nombreuses améliorations qu'il a apportées à cette colonie, notamment par l'exploitation de la main-d'œuvre bagnarde.

## Biographie

### Famille et origines
Jean-Louis Loubère est né le 18 août 1820 à Riguepeu, de l'union de Pierre Barthélémy Loubère et d'Anne Lajus Laplantades. Son père, chevalier de la Légion d'Honneur, est gendarme à la compagnie de gendarmerie des Hautes-Pyrénées puis officier pendant les Cent-Jours.
Il épouse Marie Masson de Longpré en 1860 à Paris, mariage dont il a quatre enfants. Son aînée, Louise (1862-1939), épouse Antoine Léonor de Perier, colonel d'infanterie, dont le général Pierre-Étienne de Perier. Paul (1865-1891), sous-lieutenant est tué en 1891 près de Lang Son, au Tonkin,. Eugène (1867-1914), capitaine d'infanterie, chevalier de la Légion d'honneur et Croix de guerre 14-18 avec palme, est tué en 1914 dans les Ardennes. Sa cadette, Berthe-Charlotte (née en 1881), épouse James Saint John Platford-Raby en 1910. Elle et son mari deviennent collectionneurs d'art.
Le 27 juillet 1862, il obtient l'autorisation d'ajouter le nom de sa femme « Masson de Longpré » à son patronyme, qui devient donc « Loubère Masson de Longpré » à l'état civil.
Le colonel Loubère habite le château d'Azay-sur-Indre.

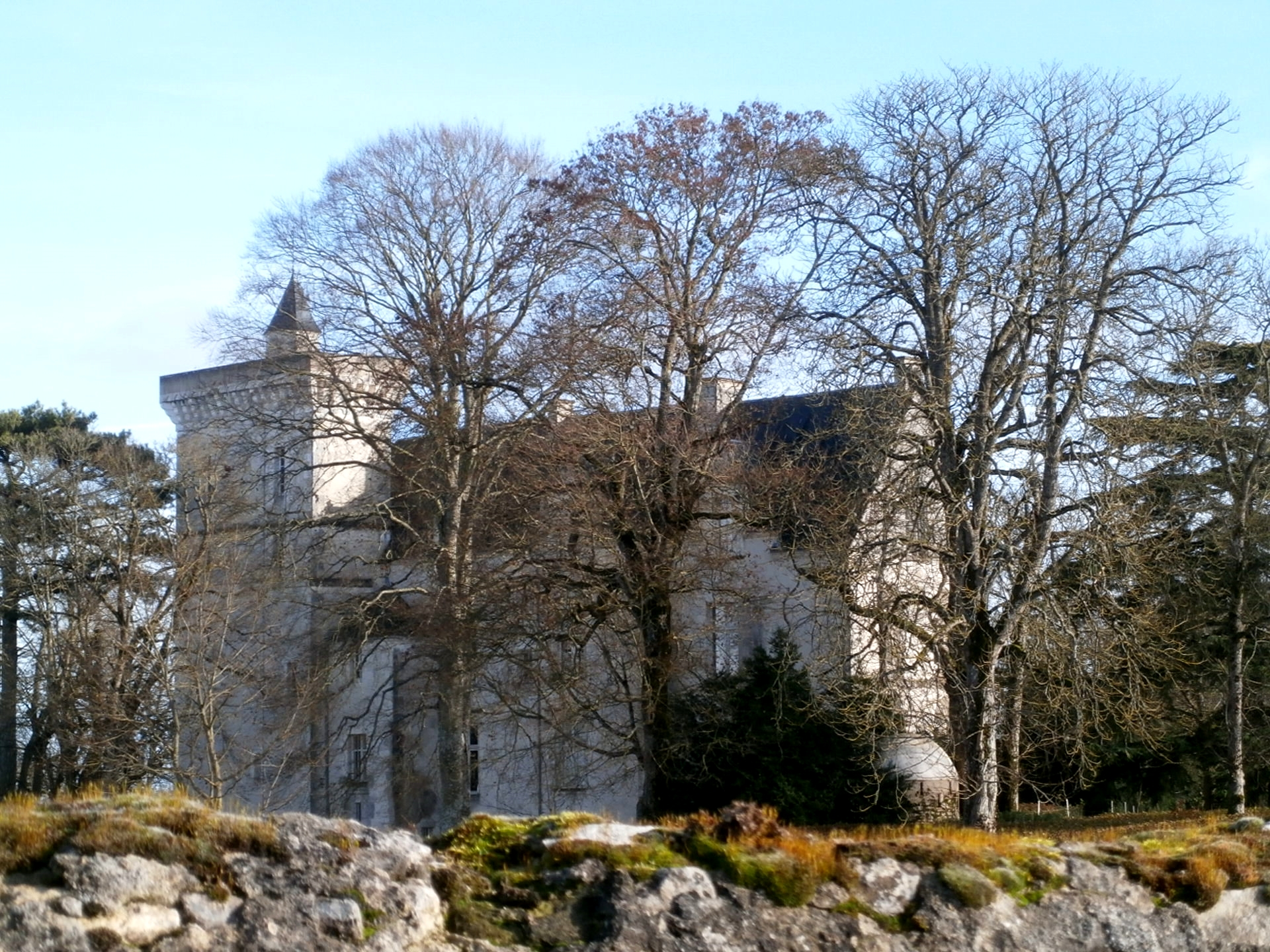
Le château d'Azay-sur-Indre, résidence du colonel Loubère.

### Carrière militaire (1820-1870)
La carrière militaire de Jean-Louis Loubère se déroule dans l'infanterie de marine, arme pour laquelle il témoignera d'un attachement tout particulier.
Enrôlé dans l'armée en 1841, il est promu sous-lieutenant en 1844, lieutenant en 1846, capitaine en 1853 et chef de bataillon en 1857.
Le colonel Loubère est fait chevalier de la Légion d'honneur en 1854, officier en 1859.
Il accomplit l'essentiel de sa carrière outre-mer, en Indochine et en Guyane française.
Après avoir participé à la colonisation de la Cochinchine, il sert comme officier d'ordonnance du gouverneur de la Guyane, puis devient directeur des pénitenciers de la colonie en 1860. 
Promu lieutenant-colonel, Loubère retourne en Cochinchine de 1862 à 1866 en tant que commandant de la province de Bien-Hoa. En décembre 1862, Loubère et les autres commandants locaux répriment une insurrection menée par le mandarin Quan-Dinh qui s'étend à travers toute la Cochinchine. En 1864 il s'y distingue à nouveau en repoussant des brigands et insurgés contestataires de la domination française tout en faisant un millier de prisonniers.
Alors qu'il se trouve toujours en Cochinchine, Loubère aide Biên Hòa à obtenir des pierres pour la construction de l'orphelinat de Saigon.
Le 1er janvier 1869, Loubère se voit confier le commandement du 1er RIMa en Martinique sous le gouverneur Charles Bertier.
Nommé colonel le 1er janvier 1869, il devient chef de corps du 2e RIMa, fonction qu'il occupe de 1869 à 1870.

### Gouverneur de la Guyane française (1870-1877)
En avril 1870, le gouverneur de Guyane Agathon Hennique est emporté par une crise d'apoplexie. De ce fait, le 30 avril Loubère accède aux fonctions de gouverneur de la Guyane française, d'abord en tant qu'intérimaire puis en tant que gouverneur en titre à compter du mois de mai 1871.
Dans la mesure où, contrairement à l'Océanie et en Cochinchine, les problèmes de pacification ne se posent pas, le nouveau gouverneur peut se consacrer entièrement au rôle d'administrateur colonial. 
Rapidement, il se positionne donc en grand bâtisseur, en dotant Cayenne de routes empierrées, de ponts, d'édifices publics, d'égouts ou encore d'une caserne en pierre. Tant de constructions qui étaient encore intactes à la fin de la Seconde Guerre mondiale. On lui doit aussi les travaux d'adduction d'eaux qui alimentent la ville. 

Simultanément, les premiers moyens de transmission radio y apparaissent avec la pose d'un câble télégraphique. 

Carte de la Guyane française.

Parmi ses accomplissements guyanais on compte la création d'écoles, l'amélioration des cultures locales, l'optimisation des rendements du bétail par la sélection et l'introduction de l'eucalyptus,. Pour encourager l'agriculture, Loubère décide notamment la reprise des concours agricoles. Aussi, il fait venir de métropole diverses espèces d'animaux pouvant résister au climat : poules, canards, oies et faisans.
Face à un important manque de main d’œuvre, le gouverneur utilise les bagnards transportés en Guyane pour œuvrer à l'amélioration des communications routières de la colonie. Jugeant un jour l'avancement d'une route trop lent à son goût, Loubère ordonne au directeur de la pénitentiaire d'envoyer le lendemain cent condamnés : « Je serai là, lui dit-il, à sept heures du matin et s'il manque un condamné, vous ferez le centième ». 
Il améliore ainsi la route de Rémire menant à l'estuaire du Mahury par la côte et la route de la Madeleine menant au Mahury par la montagne du Tigre, qui n'étaient jusqu'alors que des chemins poussiéreux. Il construit par ailleurs des routes allant de Cayenne à l'Oyapock, à Kaw et à l'Approuague, et le long de la côte ; de Cayenne au Maroni. 
En 1873, il est fait commandeur de la Légion d'honneur. Le 27 novembre de cette même année, Loubère rouvre les portes de l'École des Arts et Métiers de Cayenne. 

À ce titre, Jules Crevaux parle de Loubère en ces termes : 
Le colonel Loubère, en effet, n'était pas seulement un militaire. Il savait s'attacher à tout ce qui constitue l'instruction et il aidait avec passion à la développer.
Par arrêté du 31 mai 1874, Loubère est nommé officier de l'Instruction publique,.
L'écrivain Paul Bonnetain qui sert à ce moment sous les ordres du colonel parvient à entrer au Figaro grâce à sa recommandation.
Le 3 mai 1875, le gouverneur Loubère part en convalescence pour la France. Jacques Eugène Barnabè Ruillier assure son intérim du 3 mars 1875 au 30 décembre 1875. Le 31 décembre 1875, alors qu'il est encore gouverneur titulaire, Loubère accorde la gratuité de l'enseignement pour toutes les écoles primaires de Guyane. Par la suite, Alexandre Eugène Bouët est gouverneur par intérim du 15 juillet 1877 au 29 septembre 1877, date à laquelle Loubère est officiellement remplacé en sa qualité de titulaire par Marie Alfred-Armand Huart.
À son départ, il laisse la colonie avec plus de 1 600 000 francs de recettes au lieu des 800 000 francs qu'elle réalisait en 1870, sous Agathon Hennique.
Bien que très autoritaire, Loubère laisse en Guyane le souvenir d'un grand bâtisseur et son administration aura coïncidé avec une période de ferveur religieuse importante.

### Dernières années (1877-1893)
De retour en France métropolitaine, Loubère commande le 4e RIMa de Toulon en 1880.
Le 27 février 1886, il est nommé président de la Société de Géographie de Tours et de l'Union Géographique du Centre.
Son fils aîné, le sous-lieutenant Paul Loubère meurt dans la région du Yenthe, au Tonkin, en fin 1890.

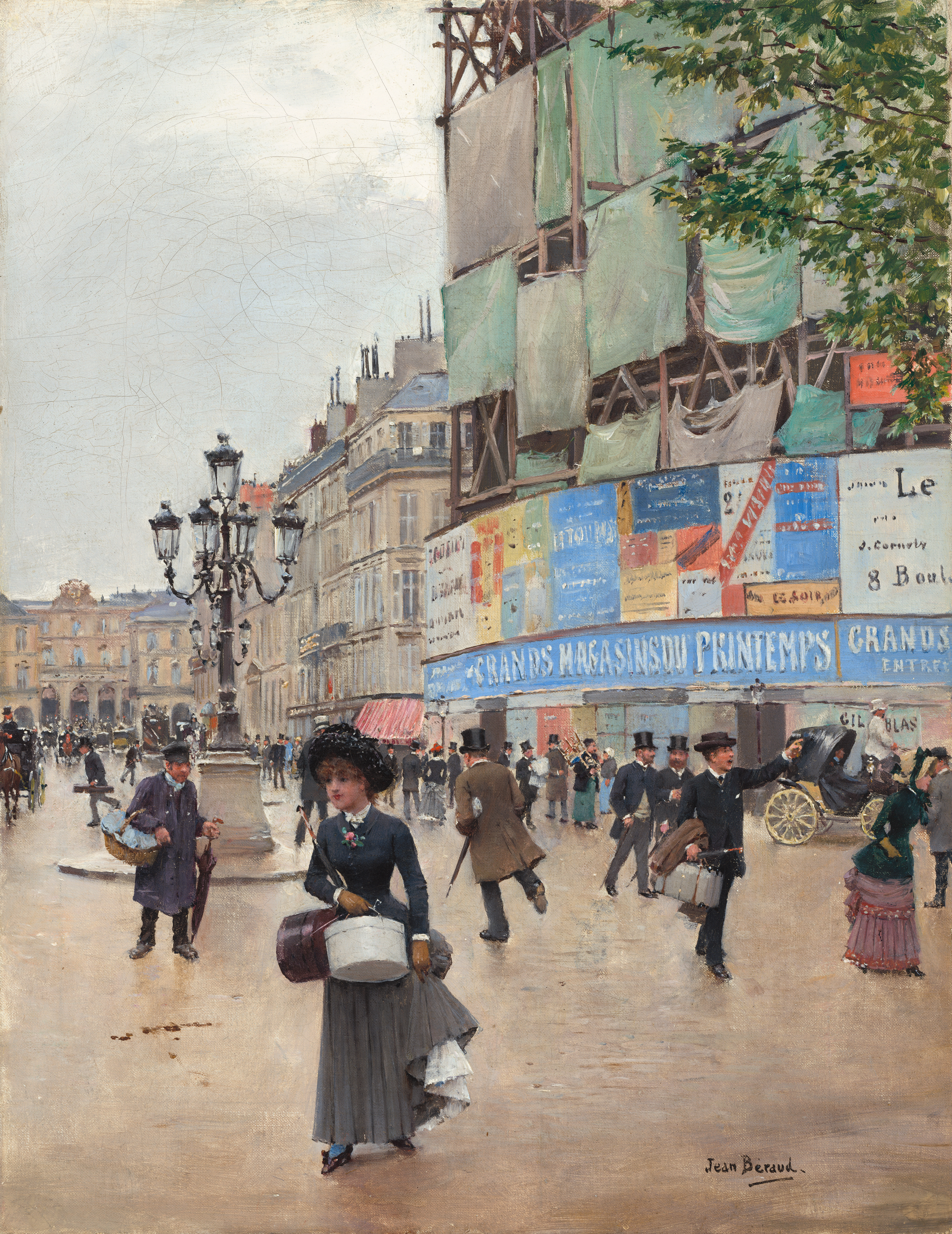
Paris, rue du Havre par Jean Béraud (vers 1882).

Affaibli par la maladie, le gouverneur Loubère meurt le 28 décembre 1893 dans son appartement rue du Havre (Paris 8e). Il est inhumé dans la chapelle du château d'Azay-sur-Indre.

En 1895, deux ans après son décès, la Société de Géographie de Tours dit de lui :
Nous avons tous gardé un vif souvenir de notre Président, le colonel Loubère, ancien gouverneur de la Guyane. Le colonel a laissé une trace profonde de son passage dans cette colonie d'Amérique trop négligée par la France.

## Postérité
- En 1820 est construite à Cayenne celle qui prendra le nom de « caserne Loubère »[40], du nom du colonel Jean-Louis Loubère[41], gouverneur de la Guyane pendant 7 ans. Elle est un temps le collège et l'école communale des garçons[42], puis le siège du 9e RIMa[43]. Sous le régime de Vichy, cette caserne est rebaptisée « Quartier Maréchal Pétain »[44].
- Construit sur les chantiers navals de Bordeaux, un bateau à vapeur chargé du remorquage sur les côtes de Guyane a été nommé « Colonel Loubère » par le gouvernement français, en hommage à ce personnage[39].La caserne Loubère, à Cayenne.

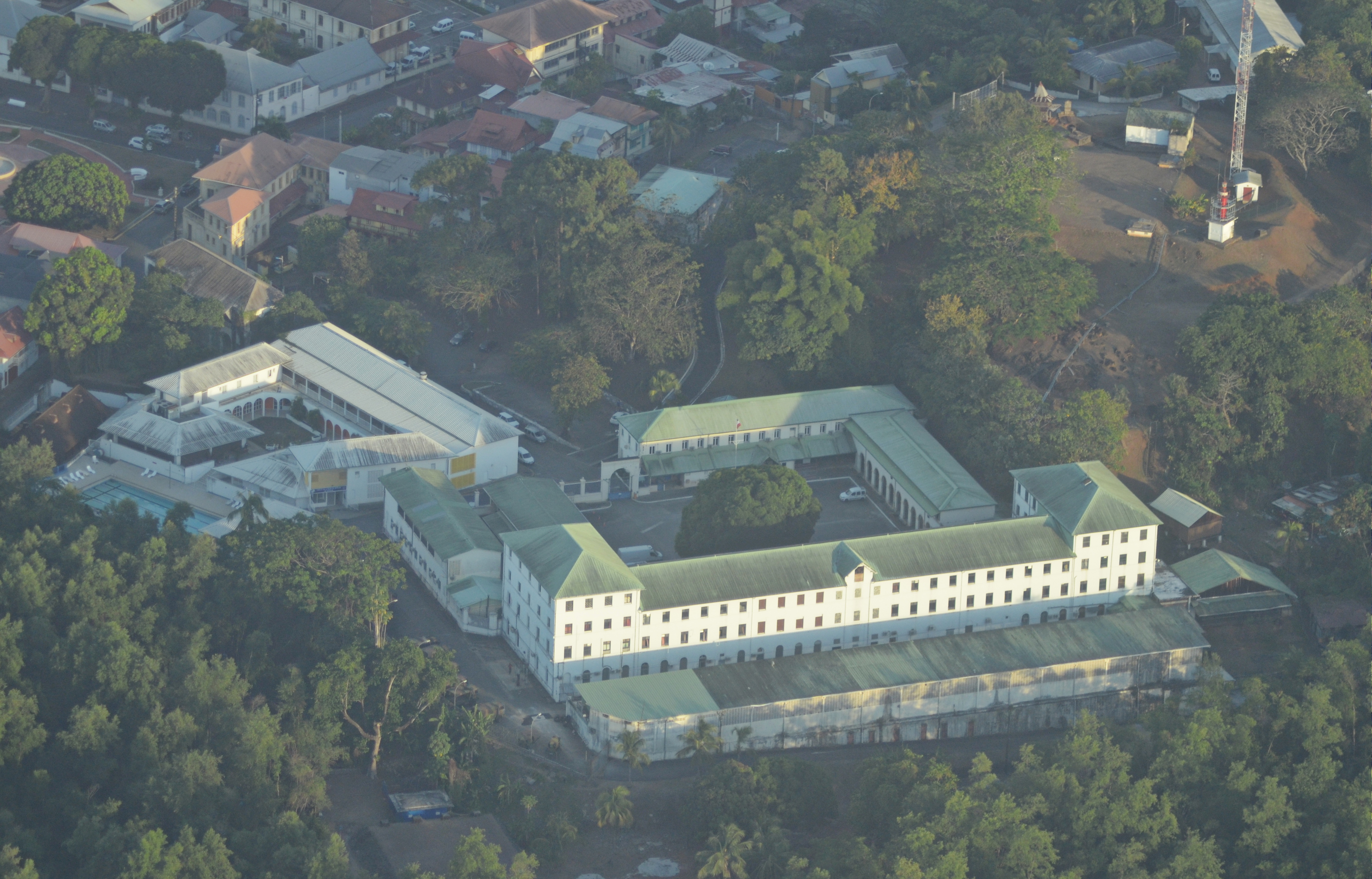
La caserne Loubère, à Cayenne.

## Grades militaires
- Sergent (1842)
- Sous-lieutenant (10 novembre 1844)
- Lieutenant (10 novembre 1846)
- Capitaine (2 juillet 1853)
- Chef de bataillon (17 octobre 1857)
- Lieutenant-colonel (25 juin 1862)
- Colonel (1er janvier 1869)

## Distinctions et décorations

### Décorations françaises
- Commandeur de la Légion d'honneur (1873)[1]
- Officier de l'ordre des Palmes académiques (31 mai 1874)[33]

### Décorations étrangères
- Commandeur de l'ordre romain de Saint-Grégoire-le-Grand[45]
- Commandeur de l’ordre de Charles III d'Espagne[45]
- Commandeur de l’ordre impérial de la Rose[46]

## Galerie
Quelques portraits du colonel Jean-Louis Loubère.

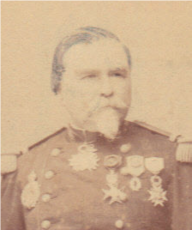
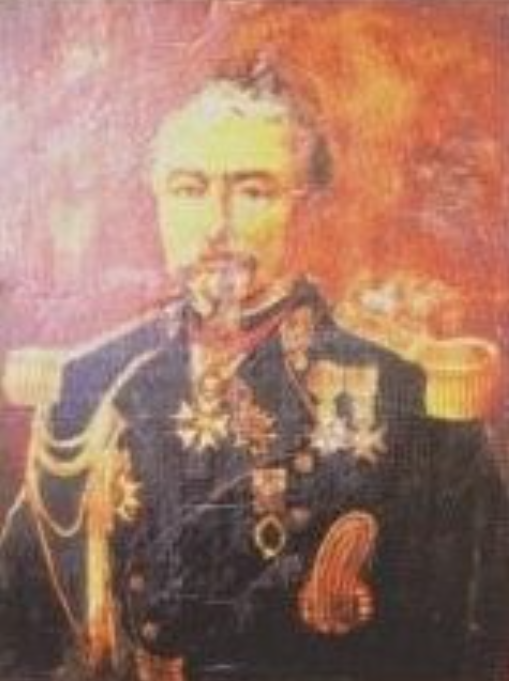
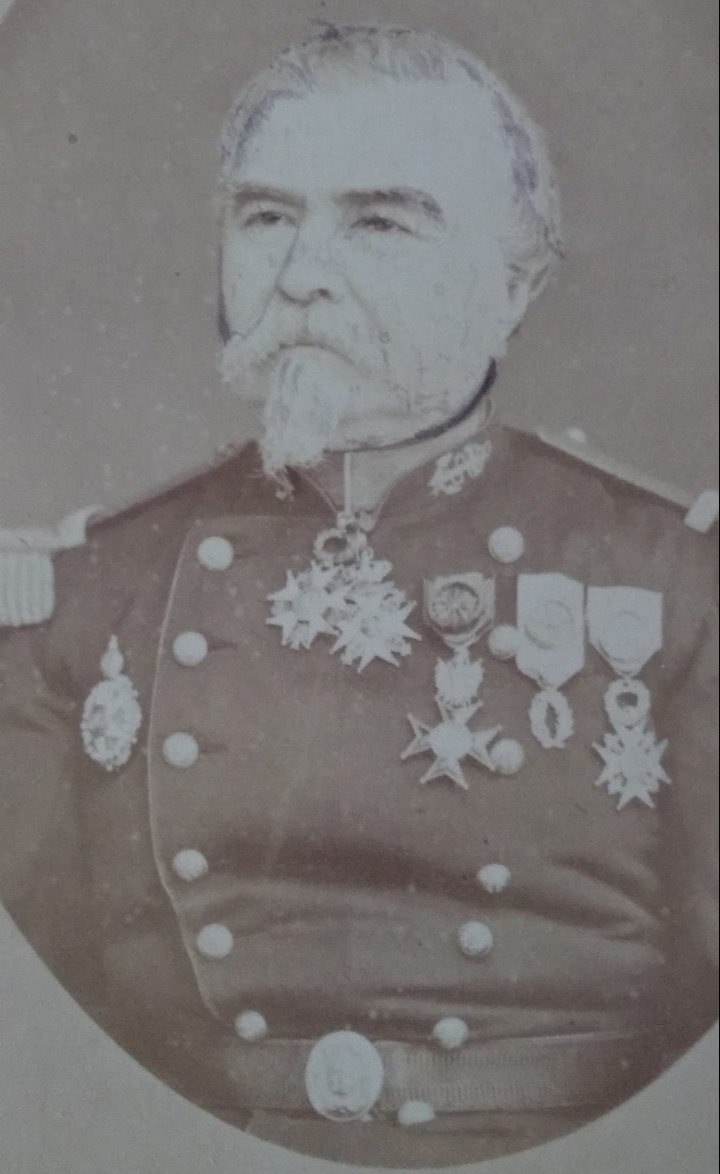

### Principaux ouvrages
- Hommes et destins, dictionnaire biographique d'outre-mer : Volumes 7-8, Académie des sciences d'outre-mer, 1975 (lire en ligne), p. 265 et suivantes.
- Union géographique du centre, Revue : deuxième semestre 1895, Société de géographie de Tours, 1895, Page 4
- La Revue Scientifique : Volume 33, Paris, 1884, Page 757 notamment

### Principaux articles
- « La caserne Loubère ouvre ses portes », sur France-Guyane, 2018

## Voir Aussi